# Kenya Finance Bill 2024

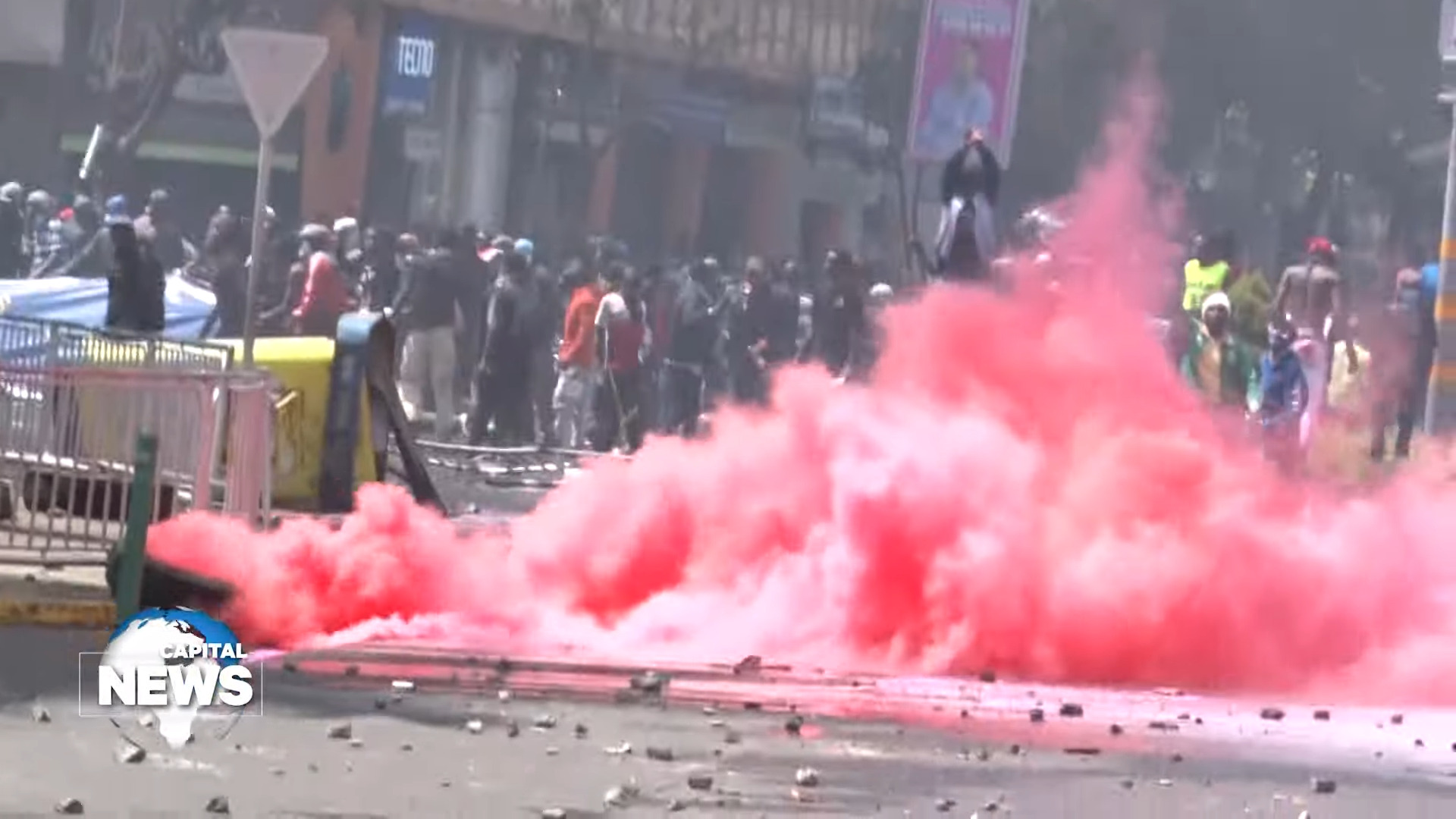
Proteste in Nairobi anlässlich des Kenya Finance Bill 2024 (2024)

Die Kenya Finance Bill 2024 (deutsch Kenia Finanzgesetz 2024) war ein Gesetzesentwurf, der Änderungen am kenianischen Steuersystem vorschlug, die Steuererhöhungen mit sich bringen. Der Gesetzesentwurf zielt darauf ab, 346 Milliarden kenianische Schilling (KES) einzunehmen, um Schulden zu tilgen und Entwicklungsprojekte zu finanzieren. Er wurde erstmals im Mai 2024 eingebracht und war umstritten, wobei einige Bestimmungen auf öffentliche Empörung stießen. Der Vorschlag löste die Proteste gegen das kenianische Finanzgesetz und den Widerstand der Öffentlichkeit aus. Am 25. Juni 2024 billigte das Parlament das Finanzgesetz trotz anhaltender Proteste; Präsident William Ruto weigerte sich jedoch, es am darauffolgenden Tag zu unterzeichnen, nachdem es im kenianischen Parlament zu einem tätlichen Angriff gekommen war.
Am 28. Juni lehnte Präsident Ruto das Finanzgesetz ab und ordnete eine Haushaltskürzung von 346 Mrd. KES an. Gleichzeitig unterzeichnete er die „Appropriations Bill 2024“ als Gesetz. Diese Haushaltskürzungen betrafen sowohl die nationalen als auch die Bezirksregierungen, einschließlich der Exekutive, der Legislative, der Judikative und der Verfassungskommissionen. Das nationale Finanzministerium wurde angewiesen, zusätzliche Haushaltsvoranschläge zu erstellen, die diese Kürzungen widerspiegeln und die Ausgaben auf wesentliche Dienstleistungen beschränken. Ruto betonte, dass diese Maßnahmen notwendig seien, um die durch die Ablehnung des Finanzgesetzes verursachten Einnahmeausfälle auszugleichen.